# Comuna Stara Hutka, Semenivka
Stara Hutka (în ucraineană Стара Гутка) este o comună în raionul Semenivka, regiunea Cernihiv, Ucraina, formată din satele Jadanivka, Losevocika, Stara Hutka (reședința), Șvedciîna și Vilșanka.

## Demografie
Componența lingvistică a comunei Stara Hutka
     Ucraineană (98,07%)
     Rusă (1,93%)
Conform recensământului din 2001, majoritatea populației comunei Stara Hutka era vorbitoare de ucraineană (98,07%), existând în minoritate și vorbitori de rusă (1,93%).